# PKP ST43 sorozat
A PKP ST43 sorozat egy lengyelországi román Co'Co' tengelyelrendezésű dízelmozdony-sorozat. Összesen 442 db-ot gyártott belőle 1965 és 1985 között a Electroputere. Nehéz tehervonatok vontatására használják.

## Gyártása
| Mozdony pályaszám | Gyártó                  | Gyártási év | Darabszám |
| ----------------- | ----------------------- | ----------- | --------- |
| 001 – 422         | Electroputere (Románia) | 1965 – 1978 | 422       |

## Mozdonyok felosztása
| Mozdonyszám | Üzemeltető                       | Megjegyzés                        |
| --- | -------------------------------- | --------------------------------- |
| 27 164 189 304 | Białystok                        |                                   |
| 201 347 395 | Bydgoszcz                        |                                   |
| 04 05 22 35 80 100 114 117 144 170 185 190 200 208 216 223 235 248 257 258 259 264 267 269 273 278 334 355 365 371 382 386 406 | Czerwieńsk                       |                                   |
| 217 229 265 | Gdynia                           |                                   |
| 19 68 97 116 177 218 221 227 228 239 290 320 329 339 340 341 345 375 380 388 389 398 399 400 402 404 408 415 416 417 | Nowy Sącz                        |                                   |
| 69 128 275 292 318 327 333 336 344 349 | Olsztyn                          |                                   |
| 21 55 142 174 214 231 253 255 260 274 277 381 403 | Poznań                           |                                   |
| 72 137 187 224 361 | Skarżysko                        |                                   |
| 83 103 165 193 195 199 338 357 | Szczecin                         |                                   |
| 63 71 77 98 102 108 115 132 135 140 160 171 194 198 206 226 238 241 242 245 247 251 252 254 263 270 272 291 293 295 298 302 303 305 312 314 316 317 322 325 328 332 335 351 352 353 354 356 358 359 364 366 367 368 377 378 390 391 392 396 397 | Wrocław                          |                                   |
| 407 413 414 422 | Żurawica                         |                                   |
| 01 | Jasło                            | For renovation in locomotive park |
| 02 | Jaworzyna Śląska – heritage park | roncs                             |

## Becenév
A mozdonynak az alábbi becenevet adták:
- Rumun (Magyarul: Román) – a gyártó ország alapján.